# Dinoplax
Dinoplax is een geslacht van keverslakken uit de familie van de Chaetopleuridae.

## Soorten
- Dinoplax chelazziana (Ferreira, 1983)
- Dinoplax fossus Sykes, 1899
- Dinoplax gigas (Gmelin, 1791)
- Dinoplax validifossus Ashby, 1934